# Обербергишес-Ланд
Обербергишес-Ланд (нем. Oberbergisches Land, дословно — «Верхне-Бергская земля») — юго-восточная часть Бергишес-Ланд в Северном Рейне-Вестфалии (Германия).

## Общая характеристика
В современном лингвистическом обиходе «Обербергишес» иногда, но неправильно, является синонимом сегодняшнего административного района Обербергиш.
В XIX-XX веках (до 1975 года) Обербергишес-Ланд примерно соответствовала территории района Обербергиш, то есть области к югу от водосборного бассейна Вуппера и Дюнна без какой-либо естественной границы от района Рейниш-Бергиш. Ни при каких обстоятельствах Радеформвальд, Хюккесваген и Випперфюрт (которые отнесли к району в 1975 году) не могли считаться исторически Обербергишскими.
Исторически Обербергишес-Ланд определяется гораздо шире. Еще в 1740 году описание герцогства Берг с его 17 ведомствами отделяло «Нидербергишес-Ланд» к северу от Вуппера от «Обербергишес-Ланд» к югу от Вуппера. С чисто исторической точки зрения, значительная часть района Обербергиш принадлежала не герцогству Берг, а дворянским владениям Гимборн (Gimborn) и Хомбург (Homburg).
Таким образом, в историческом смысле Обербергишес-Ланд охватывает современные территории:
- Район Рейниш-Бергиш.
- Район Обербергиш.
- Правобережье района Рейн-Зиг.
- Город Леверкузен.

## Земля волков

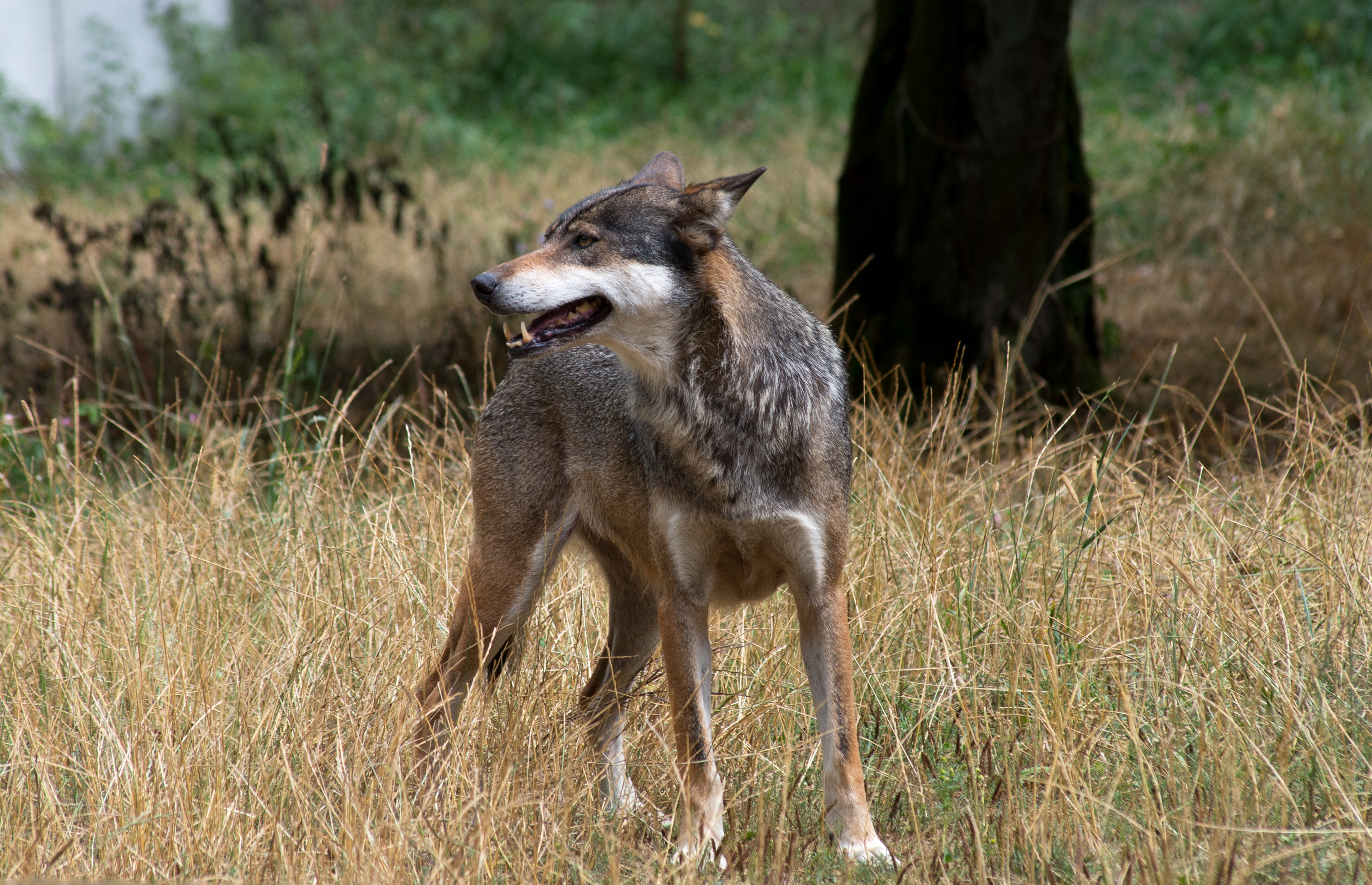
Волки в Германии.

После подтвержденных доказательств наличия волчьей стаи в муниципалитете Айторф района Рейн-Зиг, министерство окружающей среды Северного Рейна-Вестфалии определило волчью территорию в Обербергишес-Ланд с 20 августа 2020 года. Это четвертая волчья территория в земле Северный Рейн-Вестфалия. Обозначение такой территории важно для животноводства, в частности, потому что Северный Рейн-Вестфалия поощряет инвестиции в превентивные меры защиты стада в этих областях на основе руководящих принципов финансирования "Wolf", а также обеспечивает лучшую финансовую поддержку для пасущихся животных.
Территория занимает площадь 754 км² и полностью охватывает следующие города и коммуны:
- Обербергишес-Ланд: город Вальдбрёль, коммуны Морсбах и Нюмбрехт.
- Район Рейн-Зиг: города Хеннеф, Ломар и Зигбург; коммуны Айторф, Мух, Нойнкирхен-Зельшайд, Руппихтерот и Виндекк.

Буферная зона этого волчьего ареала занимает площадь 1172 км².